# Bemangra
 Bemangra è un comune del Ciad situato nel dipartimento di Guéni, provincia del Logone Occidentale.